# Origanum floribundum
Origanum floribundum là một loài thực vật có hoa trong họ Hoa môi. Loài này được Munby mô tả khoa học đầu tiên năm 1855.